# Bohumil Heš
Bohumil Heš, in Deutschland zumeist als Gottlieb Hesch geführt (* 12. Juli 1889 in Prag, Österreich-Ungarn; † 16. März 1970 ebenda), war ein tschechoslowakischer Filmarchitekt beim deutschen und tschechischen Film.

## Leben und Wirken
Über Herkunft und Ausbildung von Bohumil Heš ist derzeit nichts bekannt. Anfang der 1920er Jahre tauchte er beim deutschen Stummfilm auf und wirkte an der Erstellung von Filmbauten unterschiedlich bedeutender Produktionen mit, darunter auch Klassiker wie Nju (an der Seite von Paul Rieth) und Die Büchse der Pandora (an der Seite von Andrej Andrejew). Zu letztgenanntem Film steuerte Heš auch die Kostüme bei. Angesichts des großen Erfolges von Die Büchse der Pandora kehrte Heš in der Übergangszeit vom Stumm- zum Tonfilm 1929 in seine tschechische Heimat zurück und war in den kommenden zehn Jahren einer der führend Szenenbildner des heimischen Films. In diese Zeit fielen auch das „Skandalon“ Ekstase, die Operettenverfilmung Polenblut mit Anny Ondra sowie die süßliche Hundegeschichte Das Gäßchen zum Paradies mit Hans Moser.
In der Zeit der deutschen Besatzung und Zerschlagung der Tschechoslowakei (März 1939 bis Mai 1945) blieb Bohumil Heš, der sich infolge nazistischer Re-Germanisierung nunmehr Gottlieb Hesch nennen musste, in Prag und setzte seine Filmarchitekten-Tätigkeit für dort hergestellte, reichsdeutsche Produktionen bis ins Frühjahr 1945 fort. Offenbar fürchtete Heš/Hesch aufgrund seiner Kollaboration die Rache seiner Landsleute und floh 1945 mit den Deutschen zurück ins von den Alliierten besetzte Reich. Im Westen Deutschlands erhielt Heš nur noch einmal, 1950, die Gelegenheit, für eine (nunmehr bundesrepublikanische) Filmproduktion in München-Geiselgasteig die Bauten herzustellen. In dieser Zeit ist er mit Wohnsitz in Passau nachzuweisen. Offensichtlich kehrte Heš später wieder in seine (inzwischen kommunistisch gewordene) Heimat zurück, wo er 1970 verstarb.

## Filmografie
- 1922: Mignon
- 1923: Der Mitternachtszug
- 1924: Nju
- 1928: Die von der Scholle sind
- 1928: Die Büchse der Pandora
- 1929: Svatý Václav
- 1930: Entgleiste Jugend (Pasák holek)
- 1930: Opeřené stíny
- 1930: Ihr Junge (auch tschech. Vers.: Když struny lkaji)
- 1931: Loupežník
- 1932: Ekstase
- 1933: Das Glück von Grinzing
- 1933: S vyloučením veřejnosti
- 1934: Polenblut
- 1934: Rozpustilá noc
- 1935: Hrdina jedné noci
- 1936: Das Gäßchen zum Paradies
- 1936: Jízdní hlídka
- 1936: Port Arthur (nur franz. Vers.)
- 1937: Žena na rozcestí
- 1937: Ze všech jediná
- 1937: Lízin let do nebe
- 1937: Sprung ins Glück
- 1938: Adresse unbekannt
- 1938: Stříbrná oblaka
- 1938: Umlčené rty
- 1939: Nevinná
- 1939: Tulák Macoun
- 1939: Mořská panna
- 1939: Ulice zpívá
- 1940: Prosím, pane profesore!
- 1940: Madla zpívá Evropě
- 1940: Pro kamaráda
- 1940: Píseň lásky
- 1941: Prednosta stanice
- 1941: Tetička
- 1941: Rukavička
- 1942: Velká přehrada
- 1942: Ein Zug fährt ab
- 1943: Sieben Briefe
- 1944: Schicksal am Strom
- 1944: Seine beste Rolle
- 1944/49: Der große Fall
- 1950: Die Sterne lügen nicht